# Gustave Erlich
Pour les articles homonymes, voir Gus.
Gustave Erlich, dit Gus, né le 17 décembre 1911 à Lublin en Pologne et mort le 7 mars 1997 à Livry-Gargan, est un dessinateur humoristique, illustrateur, caricaturiste et écrivain français.

## Biographie
Après des études à l'École supérieure des arts décoratifs de Strasbourg, Gus s'installa à Paris et se lança dans le monde du spectacle, puis de la publicité. 
Selon une indication sur sa tombe au cimetière du Montparnasse, il a fait partie du Corps franc Pommiès en 1944-1945.
En 1940, Gus s’essaie au dessin de presse en publiant ses premiers croquis dans Le Cri de Paris et le journal Toujours. Dorénavant, il s'orienta vers le dessin humoristique en illustrant l'actualité quotidienne dans la presse écrite et à la télévision. Gus publiera successivement dans la plupart des grands titres français : Paris-Matin, Paris-Presse, France Dimanche, Ici Paris, Le Figaro Magazine, France-Soir et Le Canard enchaîné,.
Entre 1972 et 1989, Gus illustra en direct l’actualité commentée sur la chaîne de télévision Antenne 2.
Gus était membre de l'Académie de l'humour, de l'Académie gauloise, de l'Académie Rabelais et de la Confrérie des Tastevins.
Il meurt le 7 mars 1997 à Paris. Il repose au cimetière du Montparnasse (division 6), à droite de Henri Langlois,.
En 2014, la Bibliothèque nationale de France organise à Paris une exposition consacrée aux dessins originaux de Gus et de Roger Testu.

## Publications

### Album dessiné
- En chasse,  P. Horay, 1959 (Collection Cartoons).
- Ah ! Ah ! l'amour, Denoël, 1967, 119 p.
- Le plan des chèvres, Hachette, 1967, 221 p. (Collection : L'Humour contemporain) : Grand Prix de l'académie de l'humour, 1968.
- De toutes les couleurs, éditions Inter-Relais, 1982, préface de Pierre Tchernia : réunit les dessins publiés par Gus de 1974 à 1982 pour illustrer l’actualité du journal télévisé d'Antenne 2.
- Arrêt sur images, éditions Rousseau, 1991, 158 p..

### Roman
Gus est également écrivain et l'auteur de plusieurs romans.
- Pastis, Calmann-Lévy, 1953.
- Toutes folles de moi, Éditions de Paris, 1956, 222 p. : prix Alphonse-Allais, 1958.
- À trois, je saute !, Denoël, 1977, 236 p. : prix Gaulois, 1978.
- Le corbillard des anges, Denoël, 1980, 243 p.